# Caldoche
Caldoche és el nom amb què és coneguda la població de Nova Caledònia que és majoritàriament d'origen europeu (encara que barrejada amb altres elements) i és instal·lada al territori des de mitjans del segle xix. Inicialment tenia una connotació pejorativa, però posteriorment s'ha utilitzat per a recuperar la identitat del col·lectiu davant dels canac, encara que d'altres prefereixen el terme caledonià.

## Origen del terme
Hi ha diverses versions sobre l'origen de la paraula «Caldoche». La més generalitzada, en particular definida pel treball col·lectiu Mille et un mots Calédoniens, glossari de termes de Nova Caledònia editat per FOL en 1982, i recollida al diccionari caledonià al web oficial de la Brousse en Folie de Bernard Berger, atribueix la seva invenció a la periodista i polemista local Jacqueline Schmidt. Participant activa a finals dels anys 1960 en el debat sobre l'adopció de les tres controvertides lleis Billotte (sobretot la primera llei, que transferia a l'Estat les més altes responsabilitats de l'activitat minaire caledoniana), va signar alguns articles sota el pseudònim de Caldoche, unint el prefix «Cald-», referint-se al seu fort sentiment de pertinença a Nova Caledònia, on la seva família s'hi instal·là feia un segle, a sufix «-oche», reprenent l'insult de «sale boche» que alguns pares dels seus camarades de joc li deien en referència als seus orígens germànics (rls Schmidt eren part d'una important comunitat germanòfona, essencialment renana, que havien marxat fugint de l'opressió prussiana el 1860). El propietari del diari D1TO, Gérald Rousseau, va trobar divertit el nom i el va reprendre i popularitzar.

## Origen de la població
Els caldoches arribaren en onades immigratòries al llarg dels segles XIX i XX. Alguns d'ells arribaren com a colons lliures, mentre que d'altres foren enviats a les colònies penals del territori.

### Colons lliures
Els que pertanyen a aquest grup venien per la seva pròpia voluntat, ja sigui per iniciativa personal o patrocinats per les autoritats:
- Les colonitzacions Paddon o Cheval, en referència al britànic James Paddon i al normand Timothée Cheval, ambdós amb relacions a Austràlia, amb la finalitat d'establir ramaders i agricultors.
  - Els colons Paddon: el 1857 Jammes Paddon va adquirir 4.000 hectàrees a Païta, on el 1859 s'hi establiren alguns colons d'origen alemany i algun xinès. Molts dels establits després marxarien cap a Austràlia.
  - Els colons Cheval: el 1861 Timothée Cheval adquirí 1.500 hectàrees, on s'instal·laren colons d'origen irlandès. Al cap d'uns anys molts marxaren o s'establiren a Nouméa.
- La colonització borbonesa, feta amb criolls de l'illa de la Reunió entre 1864 i 1880 quan hi havia crisi del sucre. Ja s'hi havia instal·lat 3.314 hectàrees de conreu del sucre a Dumbéa el 1859 amb mà d'obra de l'Índia o amb esclaus africans. Més tard s'ampliaren a 10.000 hectàrees més des de 1870 a Canala, Houaïlou, La Foa, Boulouparis i Koné.
- El 1894 el governador Paul Feillet decidí tancar l'aixeta de l'aigua bruta de la colonització penal i fomentar l'establiment de petites propietats per al conreu de cafè. Entre 1894 i 1903 s'hi establiren al voltant de 1.500 persones, però d'ells un 26% van tornar a la metròpoli i molts altres abandonaren les propietats.
- El 1925 es va llençar una campanya de colonització del Nord de l'illa per Alphonse Prévost, enginyer agrònom de Lilla. Però el terreny no era apte per al conreu i també va fracassar.

A banda d'aquests, molts colons van arribar pel seu compte atrets per les concessions minaires del níquel concedides per l'emperador Napoleó III (principalment d'origen francès, bretó, marsellès, italià o irlandès).
JC Roux va informar de 1.060 colons lliures sobre 2.005 europeus el 1866, 2.703 sobre 16.845 el 1877, 5.600 de 18.800 el 1887 i 9.300 de 20.730 el 1896 (aquesta xifra probablement va disminuir més endavant en acabar la colonització penal).

### Colons penals
Els 25o primers transportats arribaren a Port-de-France el 9 de maig de 1864 a bord de L'Iphigénie. En total, hi arribaren 75 combois entre 1864 i 1897, aproximadament 21.630 matriculats a la presó, segons les estimacions d'Alain Saussol. Hi havia tres menes de «bagnards» o «chapeaux de paille» 
- Els «Transportés» : de lluny els més nombrosos, també dits «forçats» car eren condemnats a penes de treball forçat (de 8 anys a perpetuïtat) per delictes comuns (que van del simple atemptat contra la moral a l'assassinat), en la majoria eren enviats a l'illa de Nou i treballaven en la construcció de carreteres i edificis de la colònia. Entre els descendents d'aquests hi ha els Bouteille, Bouteiller, Chatenay, Colomina, Delathière, Gervolino, Komornicki, Lucas, Mariotti, Pagès, Papon, Péré i Robelin.
- Els «Déportés» : condemnats polítics, entre ells els participants de la Comuna de París de 1871, raó per la qual els deportats sovint són anomenats «Communards». 4.250 foren enviats a partir de 1872 a les penitenciaries de l'Île des Pins, o de Ducos (els considerats més perillosos), entre ells les «celebritats» com Louise Michel o Henri Rochefort. El 1880 van rebre una amnistia els qui acceptaren quedar-se: menys de 40 famílies decidiren arrelar a la colònia (els Armand, Bourdinat, Cacot, Courtot, Dolbeau, d'altres, com Adolphe Assi, Louis Boissier o Louis Roger, restaren igualment però sense descendència). També entren en aquesta categoria els participants en la revolta dels Mokrani de 1871 a Algèria: són els centenars de càbiles del Pacífic, la majoria dels quals, malgrat una amnistia de 1895, decidiren quedar-se i s'instal·laren a Nessadiou i Bourail (els Abdelkader, Aïfa, El Arbi, principalment).
- els «Relégués» o reincidens, que foren condemnats a les presons a partir de 1885. Un total de 3.300 homes i 457 dones foren enviats a «la Nouvelle», sobretot a Île des Pins, Prony o La Ouaménie a Boulouparis.

## Orígens geogràfics
La gran majoria són d'origen francès. Hi ha un important component d'alsacians i lorenesos, que s'hi instal·laren després de la guerra francoprussiana de 1870 que suposà que Alsàcia-Lorena fos incorporada a Prússia (les famílies alsacianes Blum, Dillenseger, Eschenbrenner, Freudenreich, Girold, Spahr o Ulm, les famílies loreneses Boulet, Cornaille, Delaveuve, Harbulot, Idoux, Jeannin, Kindel, Lafleur, Mayet, Mercier, Nagle, Poncelet, Thonon o Weiss). També hi ha un important component d'originaris de l'illa de la Reunió, arribats el 1860-1870 (els Bernier, Clain, De Gaillande, De Greslan, Douyère, Gillot L'Étang, Guichard, Kabar, Imbault, Lalande-Desjardins, Ragot, Rapadzi, Revercé, Rolland o Sautron, o els Desmazures de Maurici).
També hi ha descencents d'armadors i comerciants de Bordeus i Nantes, arribats a finals del segle xix, i d'altres de Picardia i Nord – Pas-de-Calais, arribats a començaments del segle xx. Així com mariners normands (Bichon, Caillard, Cheval, Christy, Féré, Lefèvre, Le Goupils, Magnin, Tranchand, Trubert), bretons (Audrain, Babo, Botrel, Dubois, Gérard, Guégan, Hénin, Lainé, Le Mescam, Lucas, Ollivaud), de Charente (Bégaud, Besnard, Betfort, Creugnet, Déméné, Talon) o girondins (Bonnet de Larbogne, Fabre).
A les àrees rurals més inhòspites són procedents del Massís Central, Carcí-Roergue (Bourgade, Lapélerie, Loupias), el Gavaldà (Pagès), Alvèrnia (Cacot, Chautard, Forest, Papon), el Llemosí (Delathière, Soury-Lavergne) o el Vivarès (Jocteur). De les zones pirinenques, hi arribaren alguns de la regió d'Armanyac (Ducasse), d'Iparralde (Goyetche), de la Catalunya del Nord (Fruitet, Jorda, Parazols), del Bearn (Bénébig, Gauharou, Péré), de Tolosa de Llenguadoc (Leyraud), de la Bigorra (Bouteille, Vergès) o del Narbonès (Clavel). De la  Savoia procedeixen els Boyer, Brun, Mathelon o Veyret.
També hi ha de procedència no francesa. Els primers a arribar foren britànics procedents d'Austràlia, establits com a agents comercials (Harold Martin n'és descendent), així com irlandesos fugint de la fam de 1848. A finals del segle xix també hi arribaren alguns italians, alemanys (de la Renània-Palatinat que fugien de la dominació prussiana), belgues, suïssos, polonesos i croats.
Hi és present un important component no europeu mestissat. Les primeres plantacions de sucre foren conreades per indonesis, indis, xinesos, vietnamites i japonesos. No oblidem els membres de les càbiles del Pacífic.

## Repartiment
Els caldoches es divideixen en dos grups: els noumeans i els broussards. Els primers, que es consideren els primers colons del territori, es troben principalment a l'àrea del Gran Nouméa (Nouméa, Païta, Dumbéa) i dominen la vida política de Nova Caledònia. Els broussards (de brousse, nom que rep el camp de l'illa) viuen de les activitats agrícoles i ramaderes a propietats petites i mitjanes (Païta i Koumac), o bé viuen de la mineria (Touho, Poindimié).
De lluny, la població caldoche es distingeix dels métros (o «zoreilles» o «zozos», en parla local), que són els francesos del continent que són presents al territori com a mestres, miltirs o funcionaris, o bé a la recerca d'ocupació.
És difícil avaluar el seu nombre avui. Els censos ètnics (l'últim dut a terme e l1996) no tenen en compte el fet de ser caldoche, i no distingeix entre els europeus (sumant també els metropolitans), que sumen un total de 67.151 persones (34,1%), ni els indonesis (5.000 individus, el 2,5%) ni vietnamites (2.822 i 1,43%), que no té en compte que una part d'ells formen part de la comunitat caldoche.

## Caldoches il·lustres
- Jacques Lafleur
- Pierre Frogier